# Ipcalc

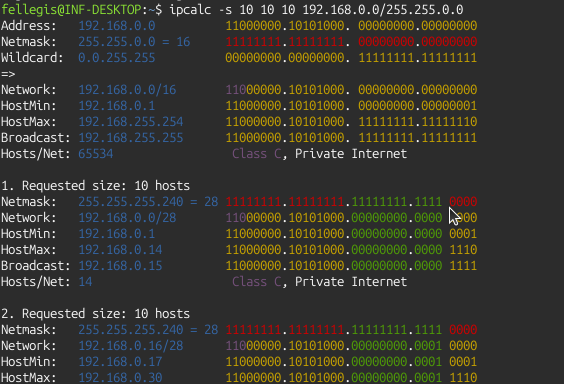
ipcalc - IP-cím, alhálózati maszk számoló program

Az ipcalc egy parancssoros felhasználói program, melynek segítségével az IP-címekkel és alhálózati maszkokkal kapcsolatos számításokat lehet elvégezni. Az ipcalc parancs a megadott IP-cím vagy alhálózati maszk alapján meghatározza az IP-cím osztályát, a hálózati ID-t, az alhálózati maszkot, a szabad IP-címek számát, a hálózat broadcast IP-címét és az első/utolsó használható IP-címeket.
Az ipcalc programot oktatási segédeszköznek szánták, de hasznunkra lehet akkor is, ha összetettebb hálózatot szeretnénk tervezni.

## Használata

### Hálózat számítása hálózati címtartomány alapján
Ha egy hálózat a leírásban 111.222.33.44/12 formában van megadva, kiszámíthatjuk a címtartomány az első és utolsó címét, a használandó alhálózati maszkot, továbbá hogy hány kioszthaó IP-cím van az adott tartományban.
ipcalc <IP-cím>/<címtartomány>
```
is@INF-DESKTOP:~$ 
ipcalc
 
192
.168.1.0/24

Address:   192.168.1.0          11000000.10101000.00000001. 00000000

Netmask:   255.255.255.0 = 24   11111111.11111111.11111111. 00000000

Wildcard:  0.0.0.255            00000000.00000000.00000000. 11111111

=>

Network:   192.168.1.0/24       11000000.10101000.00000001. 00000000

HostMin:   192.168.1.1          11000000.10101000.00000001. 00000001

HostMax:   192.168.1.254        11000000.10101000.00000001. 11111110

Broadcast: 192.168.1.255        11000000.10101000.00000001. 11111111

Hosts/Net: 254                   Class C, Private Internet

```

### Hálózat számítása IP-cím és alhálózati maszk alapján
Ha argumentumként IP-címet és alhálózati maszkot adunk meg a programnak, abból szintén megkapjuk a hálózat paramétereit.
ipcalc <IP-cím>/<Alhálózati_maszk>
```
is@INF-DESKTOP:~$ 
ipcalc
 
192
.168.16.0/255.255.255.0

Address:   192.168.16.0         11000000.10101000.00010000. 00000000

Netmask:   255.255.255.0 = 24   11111111.11111111.11111111. 00000000

Wildcard:  0.0.0.255            00000000.00000000.00000000. 11111111

=>

Network:   192.168.16.0/24      11000000.10101000.00010000. 00000000

HostMin:   192.168.16.1         11000000.10101000.00010000. 00000001

HostMax:   192.168.16.254       11000000.10101000.00010000. 11111110

Broadcast: 192.168.16.255       11000000.10101000.00010000. 11111111

Hosts/Net: 254                   Class C, Private Internet

```

### Hálózati címtartomány optimális felosztása adott méretű alhálózati címtartományokra
Az ipcalc segítségével lehetőségünk van felosztani egy nagyobb hálózatot kisebb résztartományokra. Megadhatjuk, hogy egy résztartományban minimálisan hány IP-cím legyen
ipcalc <-s darab darab ... darab> <IP-cím>/<Alhálózati_maszk>
```
is@INF-DESKTOP:~$ 
ipcalc
 
-s
 
10
 
20
 
30
 
5
 
7
 
192
.168.16.0/24

Address:   192.168.16.0         11000000.10101000.00010000. 00000000

Netmask:   255.255.255.0 = 24   11111111.11111111.11111111. 00000000

Wildcard:  0.0.0.255            00000000.00000000.00000000. 11111111

=>

Network:   192.168.16.0/24      11000000.10101000.00010000. 00000000

HostMin:   192.168.16.1         11000000.10101000.00010000. 00000001

HostMax:   192.168.16.254       11000000.10101000.00010000. 11111110

Broadcast: 192.168.16.255       11000000.10101000.00010000. 11111111

Hosts/Net: 254                   Class C, Private Internet

1. Requested size: 10 hosts

Netmask:   255.255.255.240 = 28 11111111.11111111.11111111.1111 0000

Network:   192.168.16.64/28     11000000.10101000.00010000.0100 0000

HostMin:   192.168.16.65        11000000.10101000.00010000.0100 0001

HostMax:   192.168.16.78        11000000.10101000.00010000.0100 1110

Broadcast: 192.168.16.79        11000000.10101000.00010000.0100 1111

Hosts/Net: 14                    Class C, Private Internet

2. Requested size: 20 hosts

Netmask:   255.255.255.224 = 27 11111111.11111111.11111111.111 00000

Network:   192.168.16.0/27      11000000.10101000.00010000.000 00000

HostMin:   192.168.16.1         11000000.10101000.00010000.000 00001

HostMax:   192.168.16.30        11000000.10101000.00010000.000 11110

Broadcast: 192.168.16.31        11000000.10101000.00010000.000 11111

Hosts/Net: 30                    Class C, Private Internet

3. Requested size: 30 hosts

Netmask:   255.255.255.224 = 27 11111111.11111111.11111111.111 00000

Network:   192.168.16.32/27     11000000.10101000.00010000.001 00000

HostMin:   192.168.16.33        11000000.10101000.00010000.001 00001

HostMax:   192.168.16.62        11000000.10101000.00010000.001 11110

Broadcast: 192.168.16.63        11000000.10101000.00010000.001 11111

Hosts/Net: 30                    Class C, Private Internet

4. Requested size: 5 hosts

Netmask:   255.255.255.248 = 29 11111111.11111111.11111111.11111 000

Network:   192.168.16.96/29     11000000.10101000.00010000.01100 000

HostMin:   192.168.16.97        11000000.10101000.00010000.01100 001

HostMax:   192.168.16.102       11000000.10101000.00010000.01100 110

Broadcast: 192.168.16.103       11000000.10101000.00010000.01100 111

Hosts/Net: 6                     Class C, Private Internet

5. Requested size: 7 hosts

Netmask:   255.255.255.240 = 28 11111111.11111111.11111111.1111 0000

Network:   192.168.16.80/28     11000000.10101000.00010000.0101 0000

HostMin:   192.168.16.81        11000000.10101000.00010000.0101 0001

HostMax:   192.168.16.94        11000000.10101000.00010000.0101 1110

Broadcast: 192.168.16.95        11000000.10101000.00010000.0101 1111

Hosts/Net: 14                    Class C, Private Internet

Needed size:  104 addresses.

Used network: 192.168.16.0/25

Unused:

192.168.16.104/29

192.168.16.112/28

192.168.16.128/25

```

Az ipcalc segítségével akár nagyobb méretű alhálózatok címzése is kiszámítható:
```
is@INF-DESKTOP:~$ 
ipcalc
 
-s
 
51000
 
30000
 
15000
 
15000
 
10
.10.0.0/8

Address:   10.10.0.0            00001010. 00001010.00000000.00000000

Netmask:   255.0.0.0 = 8        11111111. 00000000.00000000.00000000

Wildcard:  0.255.255.255        00000000. 11111111.11111111.11111111

=>

Network:   10.0.0.0/8           00001010. 00000000.00000000.00000000

HostMin:   10.0.0.1             00001010. 00000000.00000000.00000001

HostMax:   10.255.255.254       00001010. 11111111.11111111.11111110

Broadcast: 10.255.255.255       00001010. 11111111.11111111.11111111

Hosts/Net: 16777214              Class A, Private Internet

1. Requested size: 51000 hosts

Netmask:   255.255.0.0 = 16     11111111.11111111. 00000000.00000000

Network:   10.0.0.0/16          00001010.00000000. 00000000.00000000

HostMin:   10.0.0.1             00001010.00000000. 00000000.00000001

HostMax:   10.0.255.254         00001010.00000000. 11111111.11111110

Broadcast: 10.0.255.255         00001010.00000000. 11111111.11111111

Hosts/Net: 65534                 Class A, Private Internet

2. Requested size: 30000 hosts

Netmask:   255.255.128.0 = 17   11111111.11111111.1 0000000.00000000

Network:   10.1.0.0/17          00001010.00000001.0 0000000.00000000

HostMin:   10.1.0.1             00001010.00000001.0 0000000.00000001

HostMax:   10.1.127.254         00001010.00000001.0 1111111.11111110

Broadcast: 10.1.127.255         00001010.00000001.0 1111111.11111111

Hosts/Net: 32766                 Class A, Private Internet

3. Requested size: 15000 hosts

Netmask:   255.255.192.0 = 18   11111111.11111111.11 000000.00000000

Network:   10.1.128.0/18        00001010.00000001.10 000000.00000000

HostMin:   10.1.128.1           00001010.00000001.10 000000.00000001

HostMax:   10.1.191.254         00001010.00000001.10 111111.11111110

Broadcast: 10.1.191.255         00001010.00000001.10 111111.11111111

Hosts/Net: 16382                 Class A, Private Internet

4. Requested size: 15000 hosts

Netmask:   255.255.192.0 = 18   11111111.11111111.11 000000.00000000

Network:   10.1.192.0/18        00001010.00000001.11 000000.00000000

HostMin:   10.1.192.1           00001010.00000001.11 000000.00000001

HostMax:   10.1.255.254         00001010.00000001.11 111111.11111110

Broadcast: 10.1.255.255         00001010.00000001.11 111111.11111111

Hosts/Net: 16382                 Class A, Private Internet

Needed size:  131072 addresses.

Used network: 10.0.0.0/15

Unused:

10.2.0.0/15

10.4.0.0/14

10.8.0.0/13

10.16.0.0/12

10.32.0.0/11

10.64.0.0/10

10.128.0.0/9

```

### A kimenet formázása
Az ipcalc kimenetét formázhatjuk is, ha nincs szükségünk a bináris formára, és fekete-fehér kimenetet szeretnénk látni, az is megoldható:
```
is@INF-DESKTOP:~$ 
ipcalc
 
-b
 
-n
 
172
.16.0.0/12

Address:   172.16.0.0           

Netmask:   255.240.0.0 = 12     

Wildcard:  0.15.255.255         

=>

Network:   172.16.0.0/12        

HostMin:   172.16.0.1           

HostMax:   172.31.255.254       

Broadcast: 172.31.255.255       

Hosts/Net: 1048574               Class B, Private Internet

```